# Автопортрет в одежде, отделанной мехом
«Автопортрет в одежде, отделанной мехом» («Автопортрет в возрасте двадцати восьми лет»; нем. Selbstbildnis im Pelzrock) — последний (написан в начале 1500 года) из трёх больших живописных автопортретов Альбрехта Дюрера и самый известный из них. Считается самым личным, сложным и знаковым из всех автопортретов художника.

## Композиция
Автопортрет обращает на себя внимание своим сходством с принятыми в то время в искусстве изображениями Христа — симметрия композиции, краски тёмных тонов, поворот анфас и рука, поднятая к середине груди, как бы в жесте благословения. Надписи на чёрном фоне по обе стороны от Дюрера как бы парят в пространстве, подчёркивая символизм портрета. Лёгкие тона предыдущих автопортретов сменились приглушённой гаммой. В этом произведении Дюрер, кажется, подошёл к тому, что историк искусства Марсель Брион называет «классицизмом по Энгру. Лицо с непреклонностью и безличным достоинством маски, скрывающей беспокойство потрясений, боли и страсти внутри».
Кажущаяся симметрия картины несколько нарушена: голова расположена чуть правее центра, пряди волос падают набок, взгляд направлен влево.
В конце XV — начале XVI веков вид строго в фас был исключением для светского портрета (один из немногочисленных примеров использования такого ракурса — серия портретов короля Генриха VIII и его жён, выполненная Гансом Гольбейном, которому, возможно, было дано специальное указание использовать именно эту позу). В Италии профильные изображения сменились изображениями в три четверти. В Северной Европе поворот в три четверти появляется в портретах приблизительно с 1420 года, его использовал Дюрер в своих более ранних автопортретах. Художники позднего Средневековья и раннего Возрождения разрабатывали этот более трудный вид и гордились умением изображать модель в три четверти. Для зрителя начала XVI века вид анфас был связан не со светским портретом, а с религиозным и, прежде всего, — изображением Христа.

## Автопортреты Дюрера
- Автопортрет. Альбертина, 1484
- Автопортрет. Лувр, 1493
- Автопортрет. Прадо, 1498